# Temples de Tarxien
Les temples de Tarxien sont un ensemble de quatre temples mégalithiques datés du Néolithique récent, situés à Ħal Tarxien, sur l'île de Malte. A l'âge du bronze, un cimetière fut implanté au milieu des ruines des temples.

## Historique
En 1914, dans la campagne de Ħal Tarxien, au sud du Grand Port de La Valette, des paysans se plaignaient d'achopper continuellement sur de trop grosses pierres en labourant leurs champs. Themistocles Zammit, alors premier directeur du Musée national d'archéologie de Malte, à La Valette, décide d'entreprendre des fouilles qui dureront de 1915 à 1919. Il met au jour un site préhistorique recouvert jusqu'alors par de la terre. Le site est restauré en 1956 et toutes les pierres sculptées sont retirées pour être exposées au musée national d'archéologie. Elles sont alors remplacées sur le site par des moulages.
Les temples de Tarxien ont été classés en 1992 par l'Unesco au Patrimoine mondial de l'humanité en compagnie d'autres temples mégalithiques de l'ile, sous l'intitulé Temples mégalithiques de Malte.

## Les temples
Le site de Tarxien comprend quatre temples. Le temple situé le plus à l'est, appelé « temple primitif », est le plus ancien du site : sa construction est datée de 3250 av. J.-C., durant la phase Ġgantija (3600 - 3000 av. J.-C.). Le temple est orienté sud/nord, et mesure environ 15 m sur 10 m. Ses vestiges sont difficilement interprétables, même si la restauration laisse imaginer un petit temple à cinq absides.

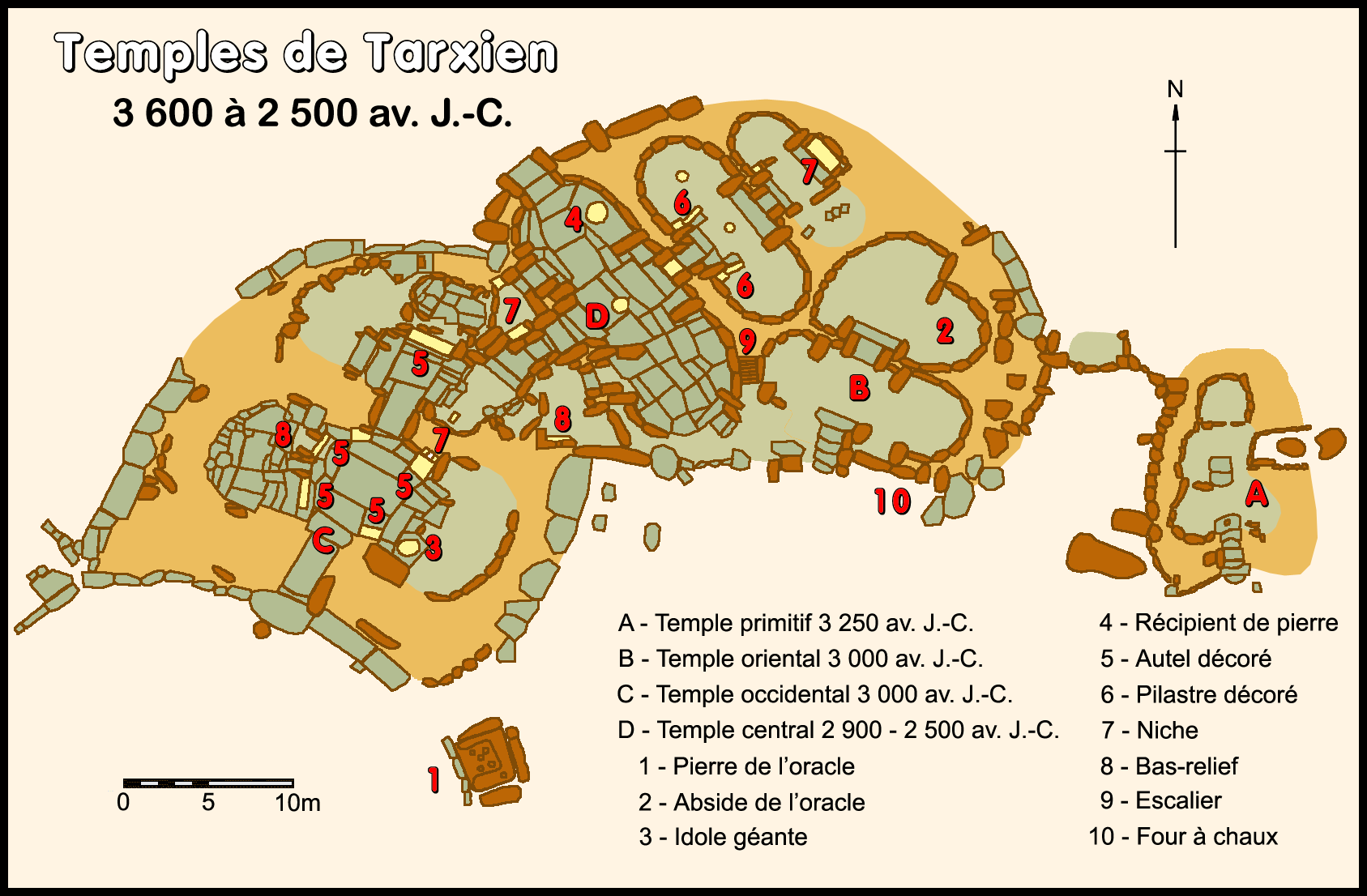
Plan des temples de Tarxien

Les temples dit « oriental » et « occidental » sont datés de 3000 av. J.-C., durant la phase Saflieni (3000 - 2900 av. J.-C.). Ils sont tous les deux orientés sud-ouest/nord-est. 
Le temple oriental, le plus simple mais peut-être le mieux abouti, mesure environ 20 m de côté. Il comporte deux absides construites avec de grandes dalles parfaitement ajustées, légèrement inclinées vers l'intérieur et encastrées dans la roche mère. 
Le temple occidental comprend cinq absides et mesure environ 25 m de côté. Il dispose d'une façade concave comportant, au niveau du sol, à chacune de ses extrémités (aujourd'hui uniquement à l'extrémité sud) une pierre parfaitement taillée et encadrée, percée de plusieurs trous. Les archéologues, à la suite de T. Zammit, pensent qu'il s'agit d'une pierre divinatoire d'un petit sanctuaire.  Le temple occidental se singularise par ses nombreuses pierres sculptées, en bas-relief, de motifs géométriques (volutes, spirales ...) ou animaliers (bouc, chèvre, porc,...). Une fois passé l'entrée monumentale, reconstruite en 1956, on accède à un vestibule flanqué de deux bancs en pierre ornés d'un décor en relief composé de motifs en spirales. La première abside à droite abrite la partie inférieure d'une statue colossale, qui devait faire près de 3 m de hauteur à l'origine. La taille de cette statue laisse penser qu'il s'agit d'une idole et non à d'une représentation humaine. La statue a été brisée au niveau de la taille : il n'en subsiste que les pieds aux jambes massives, les cuisses recouvertes d'une jupe plissée. La statue a été baptisée la « Grande Déesse », uniquement en raison de sa corpulence, alors même qu'elle ne dispose d'aucun caractère sexuel explicite. Dans les absides suivantes, deux autels décorés avec des spirales en relief encadrent les entrées. C'est près de ces autels eux-mêmes décorés avec des frises animalières que furent retrouvés de nombreux ossements d'animaux suggérant le sacrifice rituel d'animaux. Une de ces pierres décorées comporte une ouverture en demi-lune, bouchée par une pierre parfaitement ajustée et décorée. Les fouilles ont révélé que cette pierre donnait accès à un espace où étaient déposés des offrandes et un couteau rituel de pierre.
Le temple central vient s'intercaler entre les temples oriental et occidental Sa construction est datée de la phase Tarxien (2900 - 2500 av. J.-C.). Il comporte six absides et une niche distale. Le temple est orienté au sud-ouest/nord-est, et mesure 28 m sur 20 m. Il ne communique avec l'extérieur que par une entrée située dans la première abside nord, mais son entrée principale est accessible par la deuxième abside sud du temple occidental.

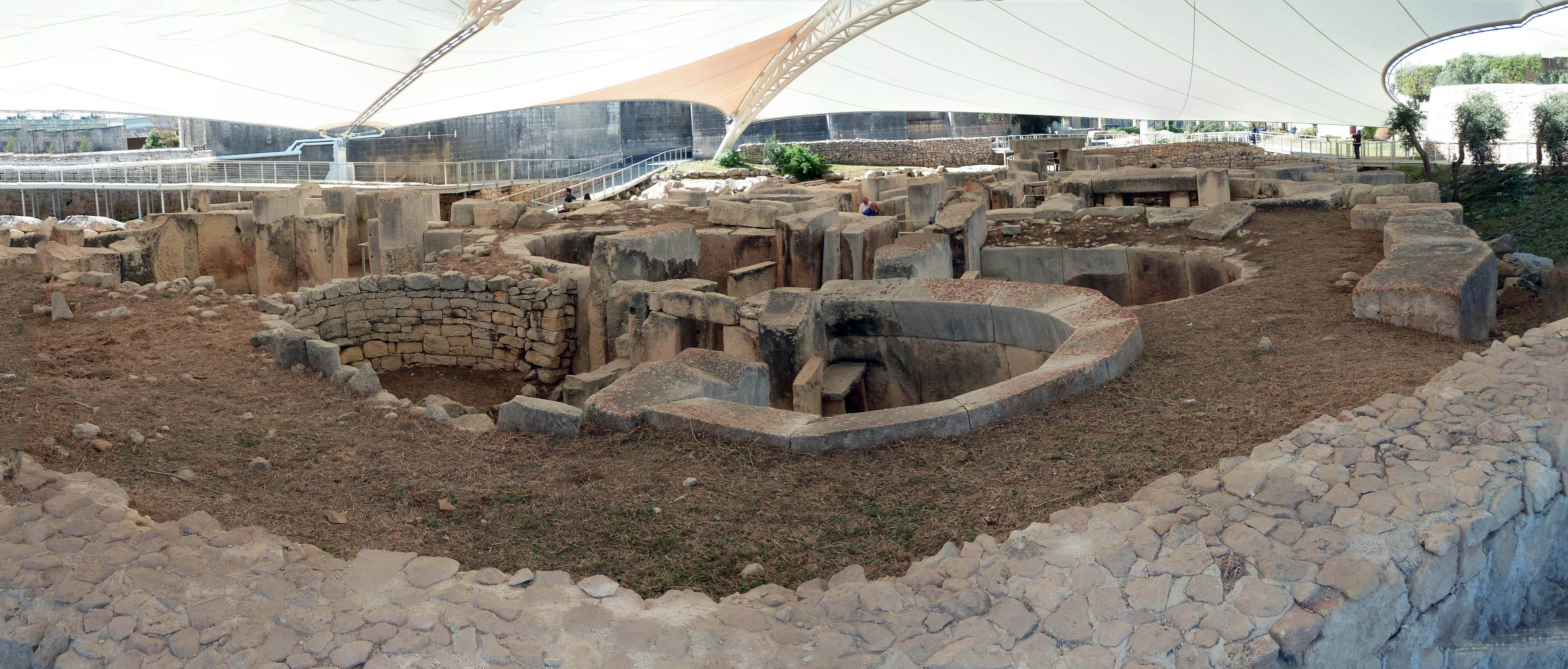
Ensemble des 3 temples.
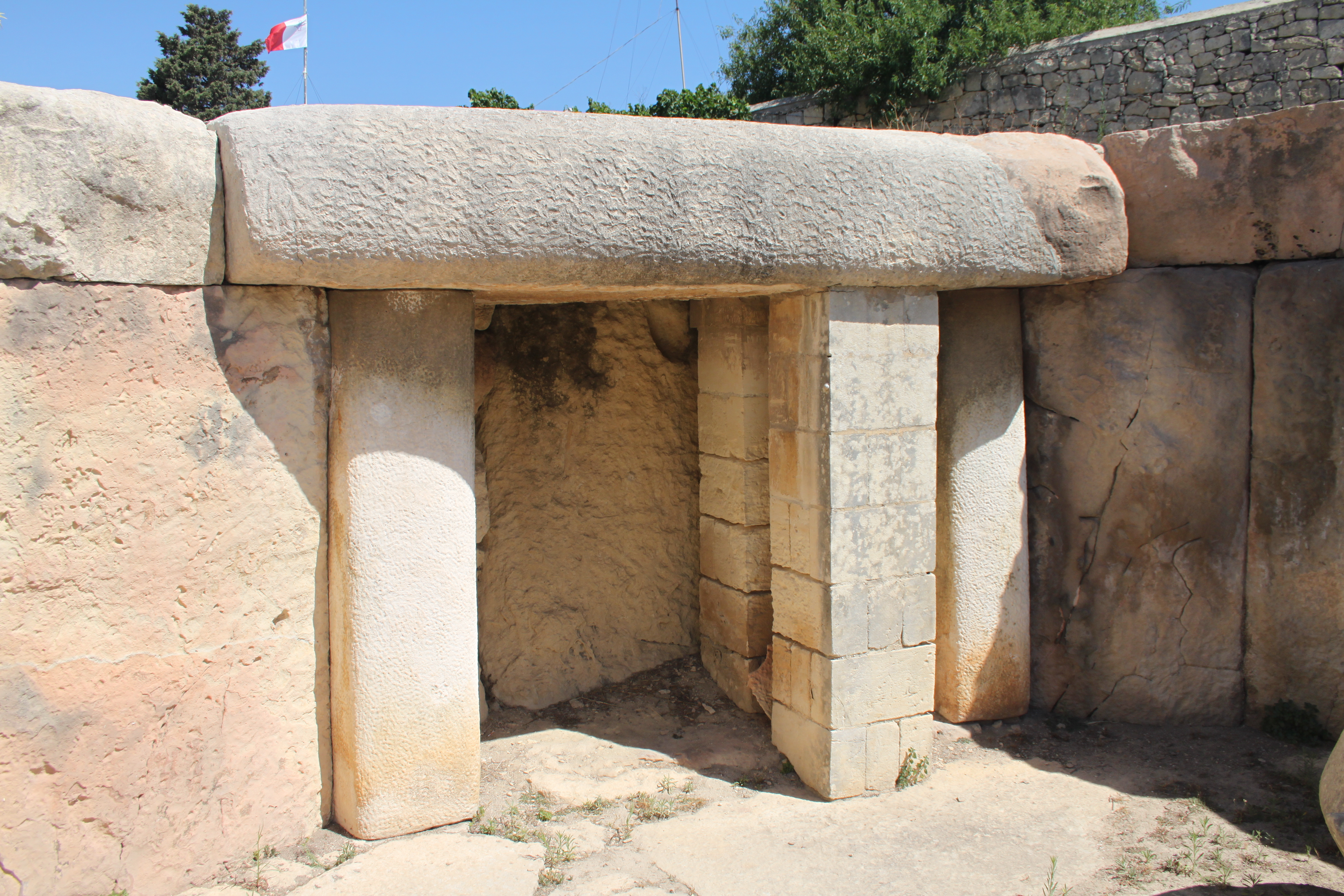
Temple central.
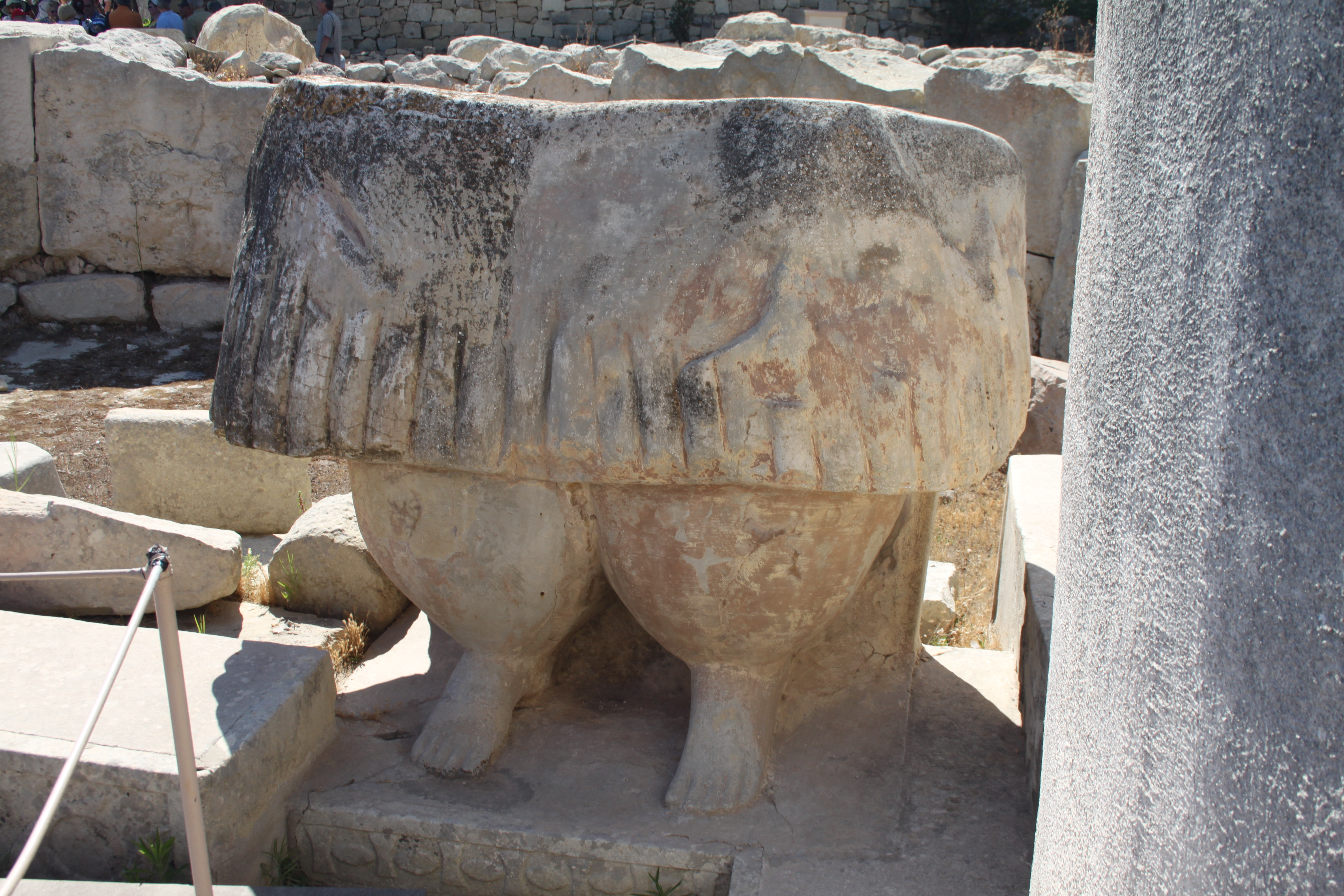
Statue de la « Grande Déesse ».
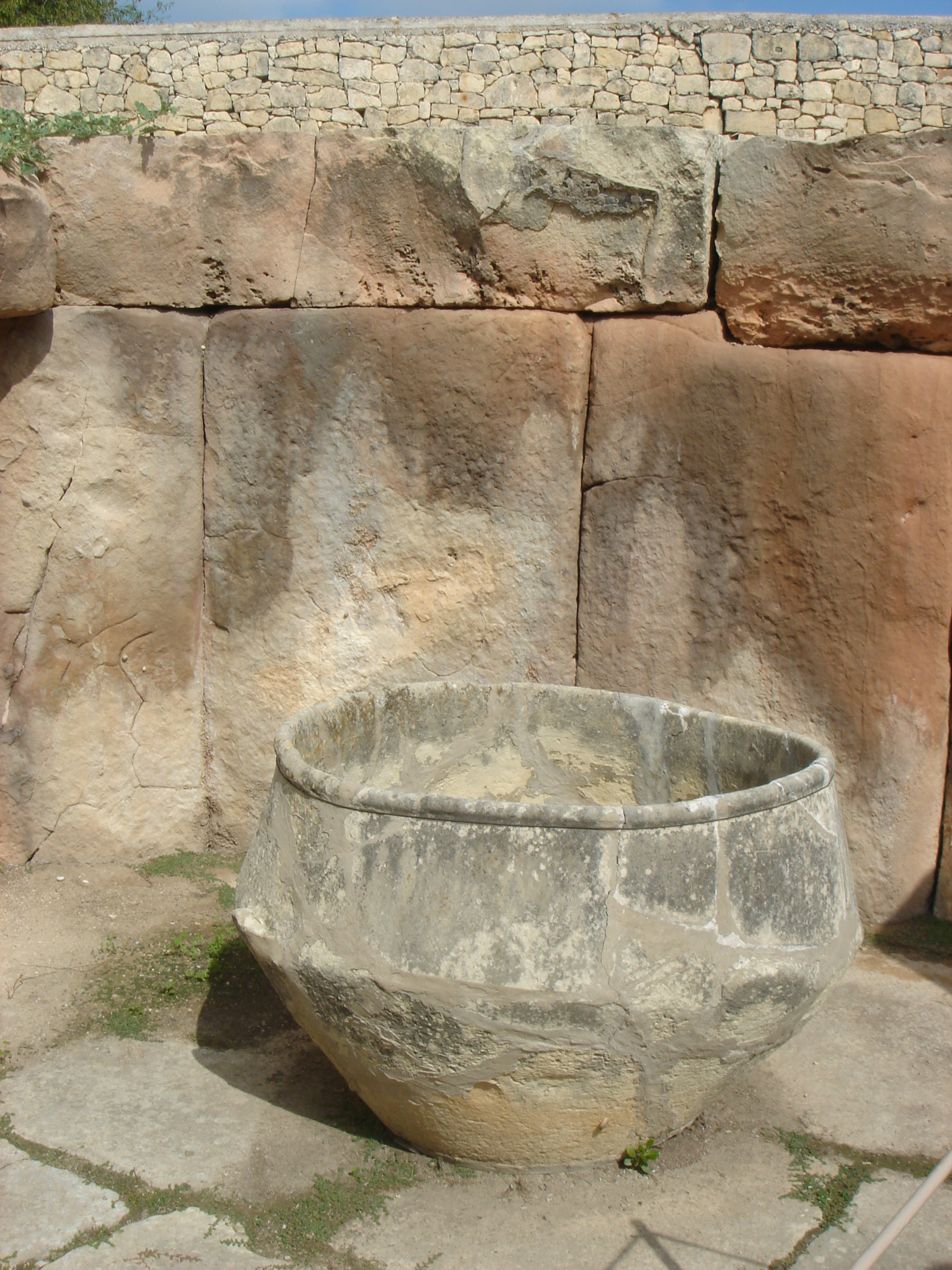
Bassin du temple central.
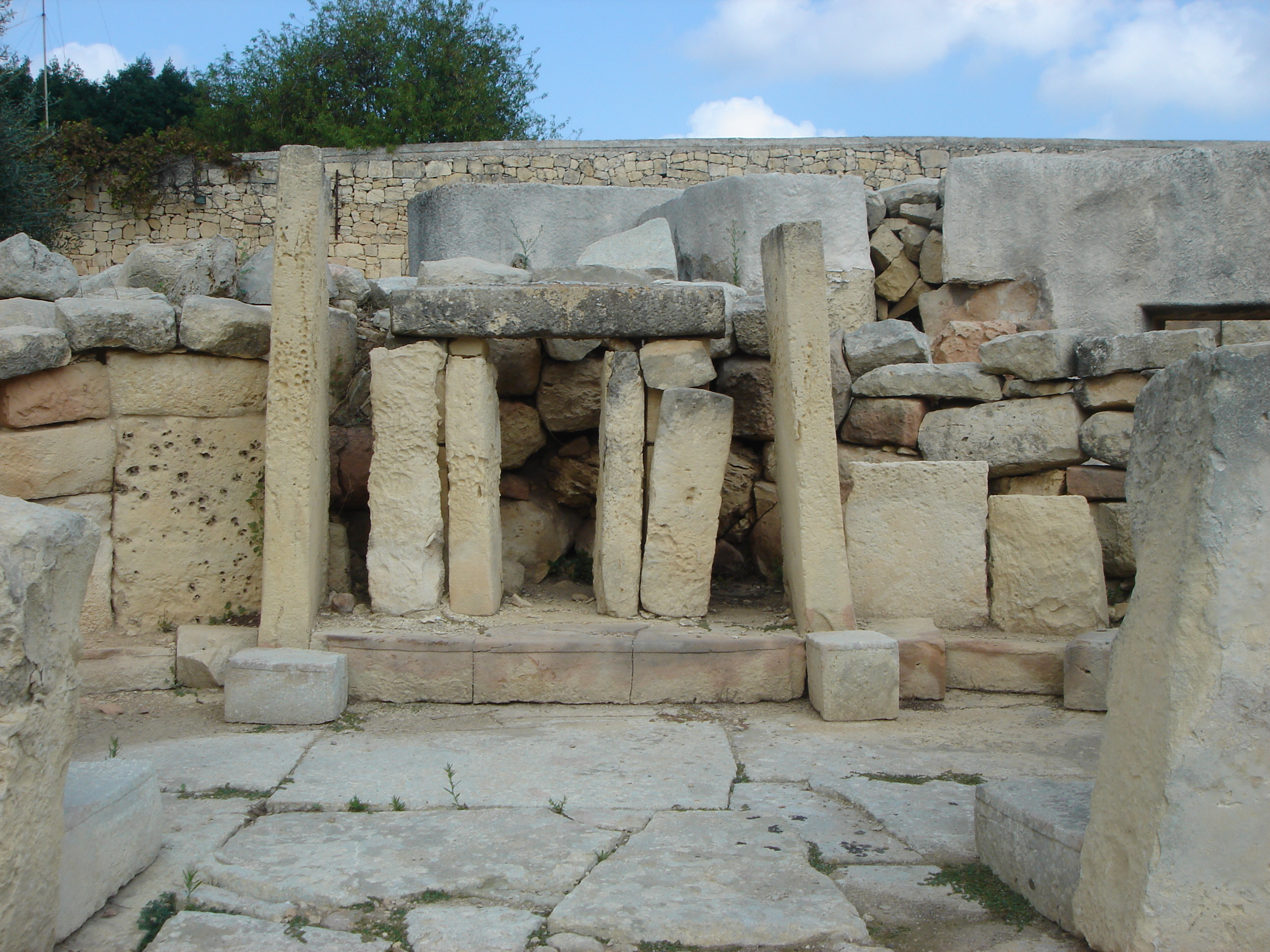
Temple occidental.
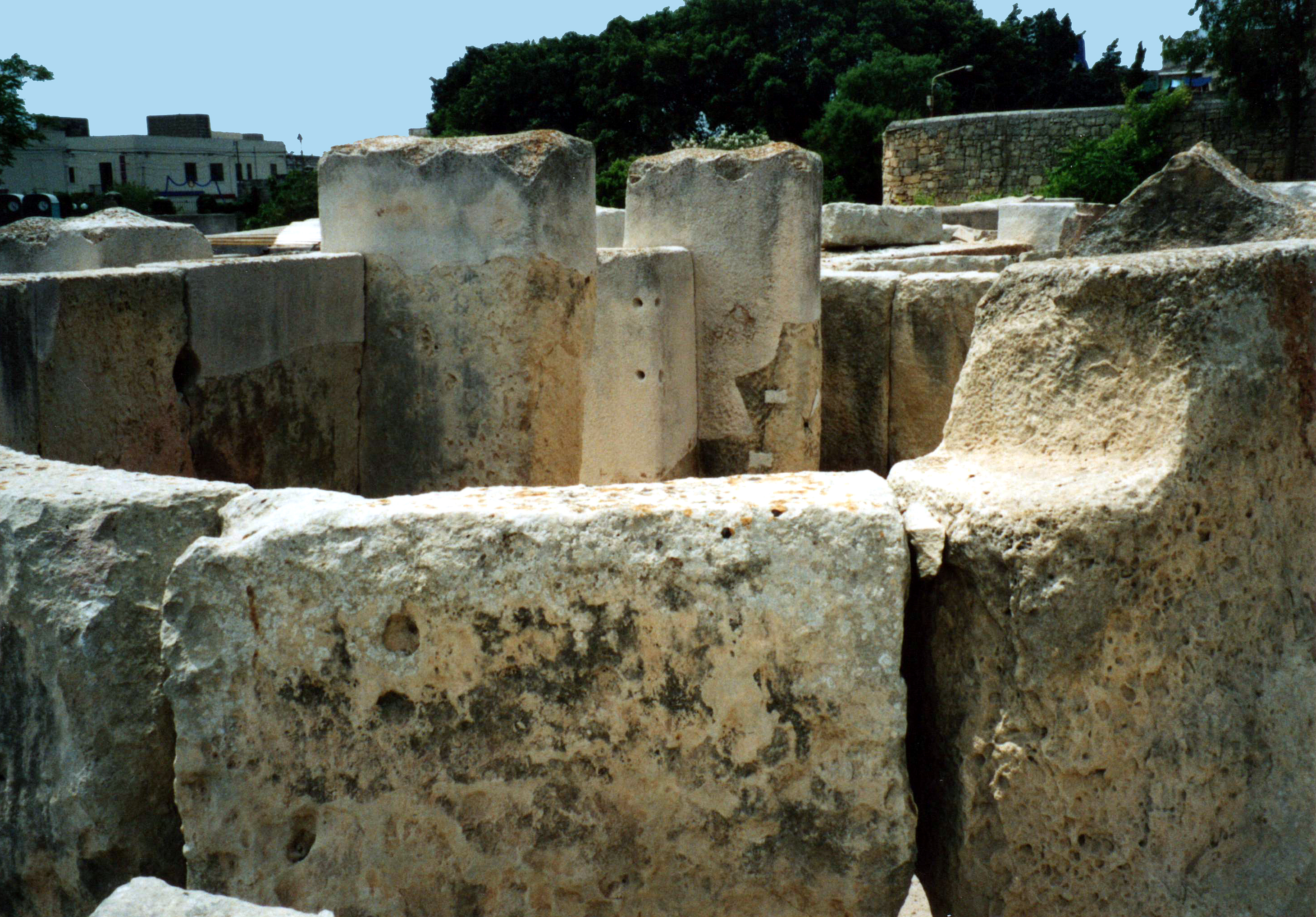
Temple oriental.

## Le cimetière
A l'âge du bronze, un cimetière fut implanté au milieu des ruines des temples. Au-dessus d'une couche d'abandon et au sein d'une couche de terre mélangée de cendres, fut découverte une centaine d'urnes cinéraires, souvent cassées, contenant des restes de squelettes humains incinérés. Ces urnes contenaient aussi des petits tessons de poterie ainsi que des grains d'orge et des plantes carbonisées. Le mobilier funéraire était constitué de haches et de poignards en bronze ainsi qu'une grande quantité de petites perles plates. Ces ornements et des étoffes de lin de couleur jaune rougeâtre (peut-être des linceuls) devaient accompagner les morts dans leur dernière demeure. T. Zammit a mis au jour lors de ses fouilles des statuettes anthropomorphes en terre cuite, très stylisées dans une position assise, ainsi que des objets en argent constituant les premiers témoins de ce métal sur l'île. 
Hormis les urnes cinéraires et les petits tessons qu’elles contenaient, la poterie de cette période est constituée de tasses et de bols décorés de dessins géométriques gravés rappelant la culture de Capo Graziano des îles Lipari.